# 4931 Tomsk
A 4931 Tomsk (ideiglenes jelöléssel 1983 CN3) a Naprendszer kisbolygóövében található aszteroida. Henri Debehogne,  Giovanni de Sanctis fedezte fel 1983. február 11-én.